# Chlorochaeta amoenaria
Chlorochaeta amoenaria là một loài bướm đêm trong họ Geometridae.